# Pietro Cedulini
Pietro Cedulini (ur. przed 1577, zm. w grudniu 1633) – legat papieski, w latach 1577-1581 biskup tytularny Nony, następnie od 1581 biskup Hvaru. W 1580 r. wysłany został przez papieża Grzegorza XIII z misją zapewnienia współpracy patriarchy Jeremiasza II przy wprowadzeniu kalendarza gregoriańskiego, jak również wizytacji łacińskich kościołów na Bałkanach i w Anatolii. W 1593 oskarżony został o nadużycia przez weneckiego pisarza i polityka Paolo Parutę. 